# Crévic
Crévic é uma comuna francesa na região administrativa de Grande Leste, no departamento de Meurthe-et-Moselle. Estende-se por uma área de 10,69 km². Em 2010 a comuna tinha 937 habitantes (densidade: 87,7 hab./km²).